# ميك بار
ميك بار (بالإنجليزية: Mick Barr)‏ هو ملحن وعازف قيثارة أمريكي، (و. 1900  م).

## وصلات خارجية
- الموقع الرسمي
- ميك بار على موقع ميوزك برينز (الإنجليزية)
- ميك بار على موقع أول ميوزيك (الإنجليزية)
- ميك بار على موقع ديسكوغز (الإنجليزية)